# Wimbledon F.C.
Câu lạc bộ bóng đá Wimbledon ("Wimbledon Football Club"), hiện đã giải thể, là một câu lạc bộ bóng đá Anh ở phía tây nam London. Được thành lập từ năm 1911 với tên Wimbledon Borough, trước đó vào năm 1889 được biết đến với tên Wimbledon Old Centrals.

## Lịch sử

### Thập niên 90:'Crazy Gang' tại giải ngoại hạng
HLV Bobby Gould, người đã dẫn đội giành được Cup FA, còn cầm quyền đến mùa hè năm 1990, sau đó được thay thế bởi Ray Harford. Trước đó Harford là HLV của Luton Town và đã giành League Cup vào năm 1988.
Mùa bóng 1991-1992 giải hạng nhất Anh, Wimbledon xếp hạng ở thứ 13. Sau đó đội bóng là một trong những đội đặt nền móng đầu tiên cho giải ngoại hạng Anh Premier League khi giải này được thành lập. Khi đó Kinnear là HLV trưởng.
Wimbledon đã thực hiện một khởi đầu tuyệt vời cho mùa bóng 1996-1997 tại giải ngoại hạng Anh, với 7 trận thắng liên tiếp đội bóng đã đạt đến đỉnh cao của Premier League. Liên tiếp các trận thắng như: Loại Manchester United tại Cup FA, sau đó vào đến bán kết, tuy nhiên sau đó một lần nữa Wimbledon đã bị loại bởi Chelsea (đội giành được chiếc cúp vô địch), Wimbledon cũng lọt vào bán kết League Cup, nơi họ bị đánh bại bởi đội vô định Leicester City. Đây có thể được coi là mùa giải ấn tượng nhất của Wimbledon.
Tháng 6 năm 1999 Joe Kinnear rời bỏ chức HLV do sức khỏe, đội bóng được tiếp tục dẫn dắt bới HLV người Na Uy Egil Olsen.
Từ năm 1999 đến năm 2004, FC Wimbledon đã chính thức giải thể. 

## Liên kết
- The official website of AFC Wimbledon
- Historical Dons site (by Dave Hambly)
- The Wimbledon Old Players Association Lưu trữ ngày 5 tháng 3 năm 2009 tại Wayback Machine
- The official website of Milton Keynes Dons F.C.
- Statistics for part of Wimbledon FC's existence Lưu trữ ngày 23 tháng 4 năm 2009 tại Wayback Machine
- Wimbledon at the Football Club History Database